# انتشارات دیان دو سلیه
انتشارات دیان دو سلیه به (به فرانسوی: Éditions Diane de Selliers) یکی از موسسات انتشارات کتاب‌های لوکس، در زمینه هنر و ادبیات مصور است که در سال ۱۹۹۲ فعالیت خود را آغاز کرده است. این مؤسسه انتشاراتی هر سال یک اثر از مجموعه «متون ادبی منتشر می‌کند که توسط نقاشان بزرگ تصویر آرایی شده است».

## مجموعه متون
در سال ۲۰۱۳ انتشارات دیان دو سلیه، کتاب Le Cantique des oiseaux d'‘Attâr مجموعه سیمرغ عطار را با ترجمه جدیدی به زبان فرانسه منتشر کرد.
سپس در همان سال کتاب Malek Jân Ne’mati de Leili Anvar را همراه با تصویرهایی از حسین زنده‌رودی منتشر کرد. کتاب ملک جان نعمتی در سال۱۳۸۸ به زبان فارسی برگردان شد.